# Меморандум
Мемора́ндум (лат. memorandum, дос. «те, про що слід пам'ятати», «нагадування»).
Термін може мати такі значення:

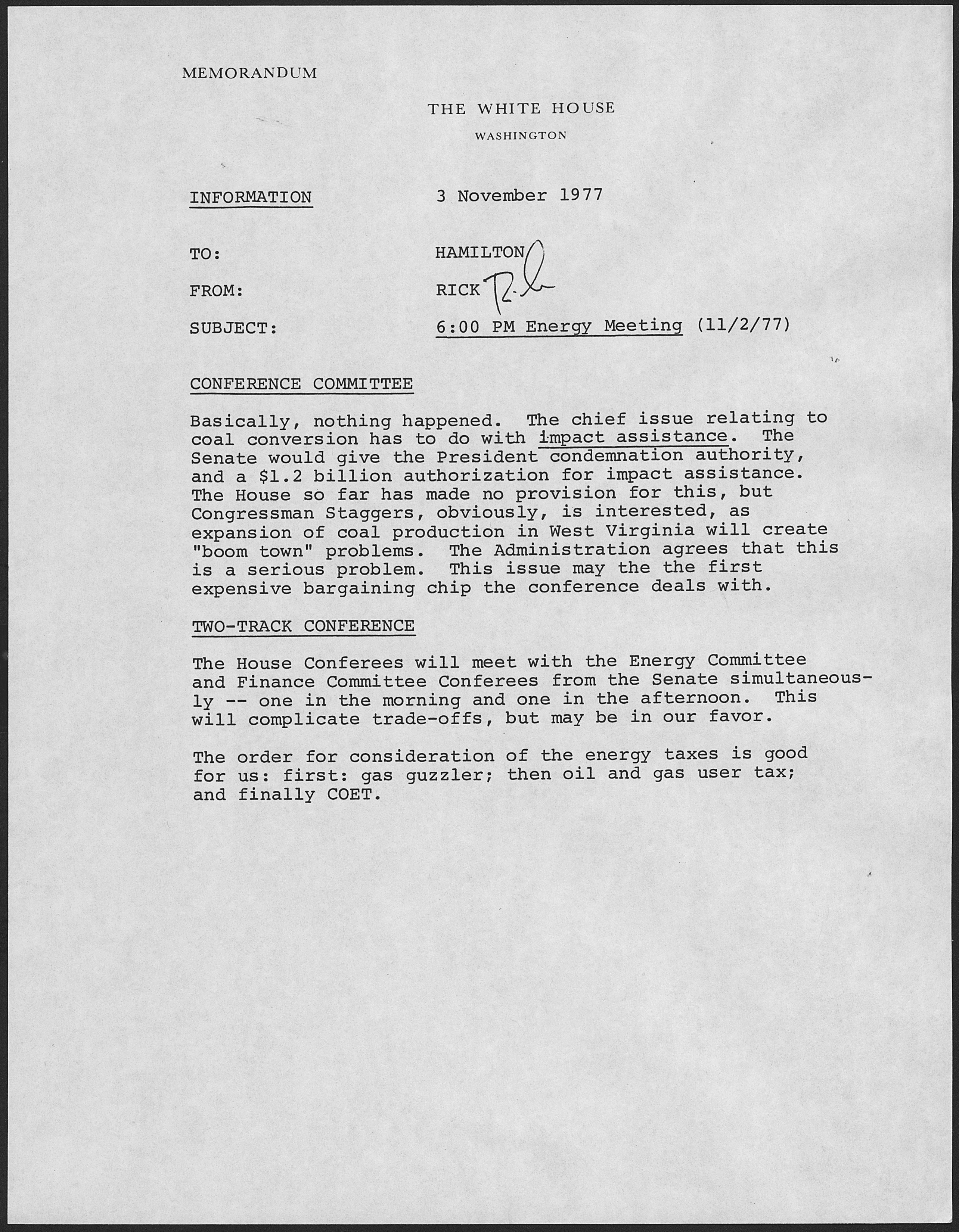
Записка, написана співробітником Білого дому під час перебування Джиммі Картера на посаді президента Сполучених Штатів

1. дипломатичний документ, в якому викладений фактичний, документальний чи юридичний бік якогось питання. Як правило, додається до ноти або вручається особисто представнику іншої країни.
2. лист з нагадуванням про що-небудь (у торгівлі);
3. доповідна записка, службова довідка, довідка;
4. перерахування в страхових полісах (особливо морських) небезпек, страхування від яких не проводиться.